# Ciutat metropolitana de Florència
La Ciutat metropolitana de Florència (en italià Città metropolitana di Firenze) és una ciutat metropolitana de la regió de la Toscana a Itàlia. La seva capital és Florència.
Limita al nord i al nord-est per la regió d'Emília-Romanya (ciutat metropolitana de Bolonya, províncies de Forlì-Cesena i Ravenna), al sud-est amb la província d'Arezzo, al sud amb la província de Siena, a l'oest i al sud-oest amb la província de Pisa, al nord-oest i a l'oest amb les províncies de Lucca, Pistoia i Prato.
Té una àrea de 3.514 km², i una població total de 1.013.295 Hab. (2016) Hi ha 42 municipis a la ciutat metropolitana.
L'1 gener 2015 va reemplaçar a la província de Florència.